# Coretta King
Coretta Scott King (Marion, 27 de abril de 1927 - Playas de Rosarito, 30 de janeiro de 2006), foi uma escritora e ativista dos direitos iguais dos negros e das mulheres nos Estados Unidos da América e em todo o mundo.

## Carreira
Viúva do ativista Martin Luther King Jr, Coretta fundou em 1968 o Centro Martin Luther King Jr. para mudanças sociais não violentas, entidade para auxiliar a promover a igualdade racial.
Desempenhou um papel proeminente nos anos após o assassinato de seu marido em 1968, quando assumiu a liderança da luta pela igualdade racial e tornou-se ativa no Movimento das Mulheres. King fundou o King Center e procurou fazer do aniversário dele um feriado nacional. King finalmente conseguiu quando Ronald Reagan assinou a legislação que estabeleceu Martin Luther King, Jr. Day. King se tornou amiga de muitos políticos antes e depois da morte de Martin Luther King, principalmente John F. Kennedy, Lyndon B. Johnson e Robert F. Kennedy. O telefonema de John F. Kennedy para ela durante a eleição de 1960 foi o que ela gostava de acreditar que estava por trás de sua vitória.
Em agosto de 2005, King sofreu um derrame e a deixou paralisada em seu lado direito e incapaz de falar. Cinco meses mais tarde, ela morreu de insuficiência respiratória devido a complicações de câncer de ovário. O funeral de King foi assistido por quatro dos cinco presidentes vivos dos EUA e por mais de 10 mil pessoas. Ela foi temporariamente enterrada nos terrenos do King Center, até ser enterrada ao lado de seu marido. King foi homenageada por seu ativismo na promoção dos direitos humanos. King foi introduzida no salão da fama das mulheres de Alabama em 2009.
Em seu funeral, no dia 7 de fevereiro de 2006, além do ex-presidente norte-americano George Walker Bush estiveram presentes outros três ex-presidentes. Acredita-se que mais de 42 mil pessoas passaram pelo seu funeral. Encontra-se sepultada ao lado do marido no Centro Martin Luther King Jr., Atlanta, Condado de Fulton, Geórgia nos Estados Unidos.

## Recompensas
- 1983: Roosevelt Four Freedoms Award, categoria "Liberdade de Adoração"
- 1997: Golden Plate Award, concedido pela American Academy of Achievement
- 2004: Gandhi International Peace Prize concedido pelo Governo da Índia
- 2009: Introdução ao Hall da Fama das Mulheres do Alabama
- 2017: Apresentação do Museu Nacional de História da Mulher